# Västra Torups distrikt
Västra Torups distrikt är ett distrikt i Hässleholms kommun och Skåne län. 
Distriktet ligger väster om Hässleholm. 

## Tidigare administrativ tillhörighet
Distriktet inrättades 2016 och utgörs av socknen Västra Torup i Hässleholms kommun.
Området motsvarar den omfattning Västra Torups församling hade vid årsskiftet 1999/2000.